# Valdepiélago
Valdepiélago ist eine Gemeinde mit 308 Einwohnern (Stand: 2024) im nordwestlichen Zentral-Spanien in der Provinz León in der Autonomen Gemeinschaft Kastilien-León. Die Gemeinde besteht neben dem gleichnamigen Hauptort Valdepiélago aus den Ortschaften und Weilern Aviados, Correcillas, La Mata de Bérbula, Montuerto, Nocedo de Curueño, Otero de Curueño, Ranedo de Curueño und Valdorria.

## Geografie
Valdepiélago liegt etwa 50 Kilometer nördlich von León in einer Höhe von ca. 1025 m. 

## Bevölkerungsentwicklung
| Jahr        | 1900 | 1950 | 1970 | 1981 | 1991 | 2001 | 2011 | 2021 |
| ----------- | ---- | ---- | ---- | ---- | ---- | ---- | ---- | ---- |
| Einwohner   | 1233 | 1261 | 722  | 466  | 472  | 382  | 359  | 295  |
| Quelle: INE |      |      |      |      |      |      |      |      |

## Sehenswürdigkeiten

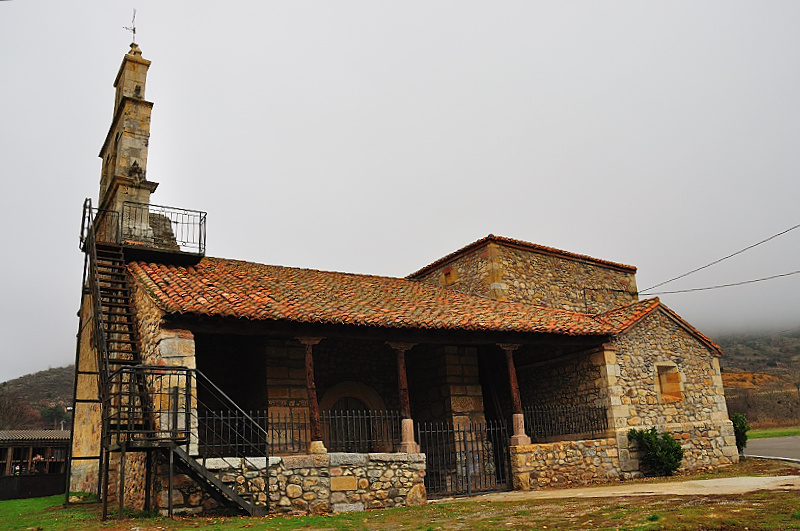
Kirche von Valdepiélago

- Kirche von Valdepiélago